# ام‌تی‌وی ژاپن

آرم ام‌تی‌وی ژاپن

ام‌تی‌وی ژاپن (به انگلیسی: MTV Japan) (موسیقی تلویزیونی ژاپن) نسخه ژاپنی شبکه تلویزیونی کابلی مستقر در ژاپن است. این یک شرکت تابعه از ViacomCBS Networks Japan KK است و در ۱۵ نوامبر ۱۹۹۳ راه اندازی شد.

## برنامه
ام‌تی‌وی ژاپن برنامه‌های متنوعی را پخش می‌کند، ام‌تی‌وی ژاپن برخلاف همتای آمریکایی خود، بیشتر از پخش تلویزیونی واقعیت یا برنامه‌های مرتبط با موسیقی، به پخش موزیک ویدئو می‌پردازد و همچنین برنامه‌هایی از همتای آمریکایی یا کانال مانند هیلز، لاگونا بیچ و غیره را به نمایش می‌گذارد.